# Wie es Gott gefällt
Wie es Gott gefällt (im Original Au plaisir de Dieu) ist ein französischer Roman von Jean d’Ormesson (1925–2017) aus dem Jahr 1974, in Deutschland 1976 erschienen. In ihm spiegelt sich der Rückzug des katholischen Adels aus der Öffentlichkeit und seine Ablehnung der Ideale von Freiheit, Gleichheit und Brüderlichkeit.

## Handlung
Der Roman stellt ein Dreivierteljahrhundert einer Familiengeschichte in Frankreich dar. Der Ich-Erzähler, um 1900 geboren,  blickt aus den 1970er Jahren in der Zeit von  Staatspräsident Georges Pompidou auf seine Kindheit zurück, in der er seine Sommerferien auf dem Familienschloss Plessis-lez-Vaudeuil verbrachte (das reale Schloss der Familie war das Schloss Saint-Fargeau in Burgund). Dort herrscht sein viel bewunderter Großvater Sosthène; der Vater des Erzählers fällt im Ersten Weltkrieg am Chemin des Dames. Die Großmutter stirbt aus Verzweiflung über eine unstandesgemäße Heirat. Keiner fragt nach Glück; man „tut seine Pflicht“. Der Großvater stirbt schließlich „in der Erinnerung und in der Vergangenheit“.
Die Geschichte der Familie ist engstens mit der Geschichte des Landes verbunden; sie bekennt sich zur Monarchie, lehnt die Französische Revolution und die Trikolore ab; kann sich nur langsam mit der Republik befreunden. Die Familie hat hohe Staatsämter besetzt, hat Päpste gestellt und Heilige hervorgebracht: Wenn die Urgroßmutter nach Rom reist, ist nur die Teilnahme an einer vom Papst gefeierten Messe mit Kommunion  standesgemäß.
Die einzelnen Mitglieder der Familie werden vorgestellt, so die Tante Gabrielle, die einen Salon in Paris organisiert, der zahlreiche Werke der Avantgarde in der Zeit vor, während und nach dem Ersten Weltkrieg in die Öffentlichkeit bringt, aber drei Sommermonate im Jahr im Familienschloss lebt. „Reisen unternahmen wir nie“, man lädt ein und hat die höchsten Würdenträger des Landes in den Räumen des Schlosses zu Besuch. Bedeutungsvoll in diesem Leben waren der Pfarrer, die Treibjagd, „der Kult um die weiße Fahne der Könige“  und der Familienname.
Aber der Reichtum der Familie schwindet; man bedauert die Einführung von Schulpflicht, Wehrpflicht, Wahlrecht und anderem und hängt der Action française an. Ein liebevolles Porträt ist dem Uhrmacher gewidmet, der samstags mit dem Rad acht Kilometer aus dem nächsten Ort kommt, um jede der 365 Uhren des Schlosses zu stellen, damit sie am Sonntag zur Mittagszeit gleichzeitig schlagen und der an einem Samstag auf dem Weg zum Schloss stirbt. Die Zeit arbeitet gegen die Schlossbesitzer. Am Ende muss das Schloss verkauft werden.

## Einordnung
Die Literaturkritik sah in dem Roman ein Werk, das nur mit Auf der Suche nach der verlorenen Zeit von Marcel Proust oder mit Thomas Manns Buddenbrooks zu vergleichen sei; der Roman begründete den Ruhm des Verfassers, der 1973 in die französische
Akademie aufgenommen wurde und bis heute häufig in den französischen Medien auftaucht.

## Verfilmung
Der Roman wurde in Frankreich durch Robert Mazoyer (1929–1999) verfilmt; der Bayerische Rundfunk (BR) synchronisierte den Film und mehrere Sender der ARD strahlten ihn ab 1981 als Wie es Gott gefällt aus.

## Textausgabe
- Wie es Gott gefällt: Roman einer Familie. Übersetzt von Gerhard Heller, Ullstein-Taschenbuch, Frankfurt/Berlin 1994, ISBN 978-3548233833.